# NGC 1670
NGC 1670 este o galaxie lenticulară situată în constelația Orion. A fost descoperită în 1 februarie 1786 de către William Herschel. Se află la o distanță de 55,72 de megaparseci de Pământ.